# Campeonato Pan-Americano de Handebol Masculino de 2014
O Campeonato Pan-Americano de Handebol Masculino de 2014 foi a décima sexta edição do principal torneio de handebol entre as seleções das Américas do Norte, Centro, Sul e do Caribe. Ocorreu entre 23 e 29 de junho em Canelones, no Uruguai. Além do título continental, a competição serviu como qualificatória para o Campeonato Mundial de 2015, no Catar.
A Seleção da Argentina conquistou o seu sexto título (terceiro consecutivo) ao bater o Brasil na final pelo placar de 30 a 19.

## Participantes
| - Argentina - Brasil - Chile - Groelândia | - Guatemala - México - Uruguai - Estados Unidos |

- A Venezuela originalmente estava qualificada para o torneio, porém desistiu de participar um dia antes do início.[3]
- A Seleção Cubana  originalmente estava qualificada para o torneio, porém desistiu de participar. Para o seu lugar o comitê organizador enviou convite para a Seleção Paraguaia que rejeitou a oferta.[4]

## Árbitros
Seis pares de árbitros foram selecionados para o torneio.
| árbitros  | árbitros                      |
| --------- | ----------------------------- |
| Argentina | Carlos Marina Darío Minore    |
| Brasil    | Nilson Menezes Rogério Pinto  |
| Croácia   | Matija Gubica Boris Milošević |

| árbitros       | árbitros                       |
| -------------- | ------------------------------ |
| Porto Rico     | Enrique Pérez José Guzmán      |
| Uruguai        | Gabriel González Camilo Prieto |
| Estados Unidos | Lars Jorgensen Christian Posch |

## Fase preliminar
O sorteio desta fase aconteceu em 24 de maio de 2014.
Todos os jogos são baseados no horário local (UTC−3).

### Grupo A
| Pos | Equipe         | Pts | J | V | E | D | GP  | GC  | SG  |
| --- | -------------- | --- | - | - | - | - | --- | --- | --- |
| 1   | Brasil         | 6   | 3 | 3 | 0 | 0 | 114 | 44  | +70 |
| 2   | Uruguai        | 4   | 3 | 2 | 0 | 1 | 78  | 74  | +4  |
| 3   | Estados Unidos | 2   | 3 | 1 | 0 | 2 | 74  | 83  | −9  |
| 4   | Guatemala      | 0   | 3 | 0 | 0 | 3 | 59  | 124 | −65 |

| 24 de junho de 2014 18:00 | Estados Unidos | 17–28  | Brasil    | Estádio Sergio Matto, Canelones Público: 300 Árbitros: Marina, Minore |
| 24 de junho de 2014 18:00 | Elzoghby 4     | (8–15) | Valadão 5 | Estádio Sergio Matto, Canelones Público: 300 Árbitros: Marina, Minore |
| 24 de junho de 2014 18:00 | 4× 3×          | Report | 2×        | Estádio Sergio Matto, Canelones Público: 300 Árbitros: Marina, Minore |

| 24 de junho de 2014 20:00 | Uruguai | 36–19  | Guatemala | Estádio Sergio Matto, Canelones Público: 700 Árbitros: Gubica, Milošević |
| 24 de junho de 2014 20:00 | Fabra 8 | (17–9) | Lun 5     | Estádio Sergio Matto, Canelones Público: 700 Árbitros: Gubica, Milošević |
| 24 de junho de 2014 20:00 | 1× 3×   | Report | 2×        | Estádio Sergio Matto, Canelones Público: 700 Árbitros: Gubica, Milošević |

| 25 de junho de 2014 16:00 | Brasil     | 54–12  | Guatemala    | Estádio Sergio Matto, Canelones Árbitros: Posch, Jorgensen |
| 25 de junho de 2014 16:00 | Freitas 14 | (28–4) | V. Morales 4 | Estádio Sergio Matto, Canelones Árbitros: Posch, Jorgensen |
| 25 de junho de 2014 16:00 | 1× 2×      | Report | 1×           | Estádio Sergio Matto, Canelones Árbitros: Posch, Jorgensen |

| 25 de junho de 2014 20:00 | Uruguai | 27–23  | Estados Unidos    | Estádio Sergio Matto, Canelones Árbitros: Gubica, Milošević |
| 25 de junho de 2014 20:00 | Gamiz 9 | (15–5) | Hines, Elzoghby 5 | Estádio Sergio Matto, Canelones Árbitros: Gubica, Milošević |
| 25 de junho de 2014 20:00 | 3×      | Report | 2×                | Estádio Sergio Matto, Canelones Árbitros: Gubica, Milošević |

| 26 de junho de 2014 14:00 | Estados Unidos | 34–28   | Guatemala    | Estádio Sergio Matto, Canelones Público: 200 Árbitros: Pérez, Guzmán |
| 26 de junho de 2014 14:00 | Elzoghby 10    | (13–12) | V. Morales 6 | Estádio Sergio Matto, Canelones Público: 200 Árbitros: Pérez, Guzmán |
| 26 de junho de 2014 14:00 | 7× 3× 1×       | Report  | 2×           | Estádio Sergio Matto, Canelones Público: 200 Árbitros: Pérez, Guzmán |

| 26 de junho de 2014 20:00 | Uruguai           | 15–32  | Brasil    | Estádio Sergio Matto, Canelones Árbitros: Marina, Minore |
| 26 de junho de 2014 20:00 | cinco jogadores 2 | (7–15) | Freitas 7 | Estádio Sergio Matto, Canelones Árbitros: Marina, Minore |
| 26 de junho de 2014 20:00 | 3× 2×             | Report | 3× 1×     | Estádio Sergio Matto, Canelones Árbitros: Marina, Minore |

### Grupo B
| Pos | Equipe     | Pts | J | V | E | D | GP  | GC  | SG  |
| --- | ---------- | --- | - | - | - | - | --- | --- | --- |
| 1   | Argentina  | 6   | 3 | 3 | 0 | 0 | 100 | 55  | +45 |
| 2   | Chile      | 4   | 3 | 2 | 0 | 1 | 82  | 76  | +6  |
| 3   | Groelândia | 2   | 3 | 1 | 0 | 2 | 77  | 86  | −9  |
| 4   | México     | 0   | 3 | 0 | 0 | 3 | 58  | 100 | −42 |

| 23 de junho de 2014 16:30 | Chile        | 34–18  | México     | Estádio Sergio Matto, Canelones Público: 200 Árbitros: González, Prieto |
| 23 de junho de 2014 16:30 | E. Salinas 7 | (15–9) | Bermúdez 7 | Estádio Sergio Matto, Canelones Público: 200 Árbitros: González, Prieto |
| 23 de junho de 2014 16:30 | 3×           | Report | 1×         | Estádio Sergio Matto, Canelones Público: 200 Árbitros: González, Prieto |

| 23 de junho de 2014 18:30 | Argentina | 33–20   | Groelândia       | Estádio Sergio Matto, Canelones Árbitros: Pinto, Menezes |
| 23 de junho de 2014 18:30 | Pizarro 6 | (14–12) | Ak. Kreutzmann 6 | Estádio Sergio Matto, Canelones Árbitros: Pinto, Menezes |
| 23 de junho de 2014 18:30 | 4× 3×     | Report  | 2×               | Estádio Sergio Matto, Canelones Árbitros: Pinto, Menezes |

| 25 de junho de 2014 14:00 | Argentina                | 33–16  | México           | Estádio Sergio Matto, Canelones Público: 400 Árbitros: Pérez, Guzmán |
| 25 de junho de 2014 14:00 | F. Fernández, Cangiani 6 | (18–8) | Ab. Villalobos 4 | Estádio Sergio Matto, Canelones Público: 400 Árbitros: Pérez, Guzmán |
| 25 de junho de 2014 14:00 | 1×                       | Report | 3× 1×            | Estádio Sergio Matto, Canelones Público: 400 Árbitros: Pérez, Guzmán |

| 25 de junho de 2014 18:00 | Groelândia       | 24–29   | Chile         | Estádio Sergio Matto, Canelones Árbitros: Marina, Minore |
| 25 de junho de 2014 18:00 | Ak. Kreutzmann 7 | (12–13) | R. Salinas 10 | Estádio Sergio Matto, Canelones Árbitros: Marina, Minore |
| 25 de junho de 2014 18:00 | 8× 2×            | Report  | 2×            | Estádio Sergio Matto, Canelones Árbitros: Marina, Minore |

| 26 de junho de 2014 16:00 | Groelândia        | 33–24   | México  | Estádio Sergio Matto, Canelones Público: 650 Árbitros: Posch, Jorgensen |
| 26 de junho de 2014 16:00 | Ak. Kreutzmann 11 | (17–12) | Acuña 8 | Estádio Sergio Matto, Canelones Público: 650 Árbitros: Posch, Jorgensen |
| 26 de junho de 2014 16:00 | 4× 3×             | Report  | 2×      | Estádio Sergio Matto, Canelones Público: 650 Árbitros: Posch, Jorgensen |

| 26 de junho de 2014 18:00 | Argentina | 34–19   | Chile      | Estádio Sergio Matto, Canelones Público: 800 Árbitros: Gubica, Milošević |
| 26 de junho de 2014 18:00 | Pizarro 8 | (16–12) | Ceballos 5 | Estádio Sergio Matto, Canelones Público: 800 Árbitros: Gubica, Milošević |
| 26 de junho de 2014 18:00 | 4× 3×     | Report  | 3×         | Estádio Sergio Matto, Canelones Público: 800 Árbitros: Gubica, Milošević |

## Fase preliminar
Todos os horários estão em (UTC−3).

### Chaveamento
|  | Semi finais | Semi finais |    |             | Final            | Final |  |
|  |             |             |    |             |                  |       |  |
|  | 28 de junho |             |    |             |                  |       |  |
|  | Brasil      | 36          |    |             |                  |       |  |
|  | Chile       | 28          |    |             |                  |       |  |
|  |             |             |    |             |                  |       |  |
|  |             |             |    |             | 29 de junho      |       |  |
|  |             |             |    |             | Brasil           | 19    |  |
|  |             | Argentina   | 30 |             |                  |       |  |
|  |             |             |    |             |                  |       |  |
|  |             |             |    |             |                  |       |  |
|  |             |             |    |             | Decisão 3º lugar |       |  |
|  | 28 de junho | 28 de junho |    | 29 de junho | 29 de junho      |       |  |
|  | Argentina   | 30          |    | Chile       | 25               |       |  |
|  | Uruguai     | 16          |    |             | Uruguai          | 24    |  |

#### Semi finais
| 28 de junho de 2014 14:00 | Argentina           | 30–16  | Uruguai           | Estádio Sergio Matto, Canelones Público: 500 Árbitros: Posch, Jorgensen |
| 28 de junho de 2014 14:00 | Simonet, Cangiani 4 | (18–6) | cinco jogadores 2 | Estádio Sergio Matto, Canelones Público: 500 Árbitros: Posch, Jorgensen |
| 28 de junho de 2014 14:00 | 2× 1×               | Report | 2×                | Estádio Sergio Matto, Canelones Público: 500 Árbitros: Posch, Jorgensen |

| 28 de junho de 2014 18:00 | Brasil               | 36–28   | Chile         | Estádio Sergio Matto, Canelones Público: 100 Árbitros: Gubica, Milošević |
| 28 de junho de 2014 18:00 | Patrianova, Pozzer 5 | (16–13) | R. Salinas 12 | Estádio Sergio Matto, Canelones Público: 100 Árbitros: Gubica, Milošević |
| 28 de junho de 2014 18:00 | 4× 2×                | Report  | 3×            | Estádio Sergio Matto, Canelones Público: 100 Árbitros: Gubica, Milošević |

#### Decisão do 3º lugar
| 29 de junho de 2014 18:00 | Uruguai   | 24–25   | Chile         | Estádio Sergio Matto, Canelones Árbitros: Pinto, Menezes |
| 29 de junho de 2014 18:00 | Velazco 8 | (13–13) | R. Salinas 12 | Estádio Sergio Matto, Canelones Árbitros: Pinto, Menezes |
| 29 de junho de 2014 18:00 | 4× 2×     | Report  | 2×            | Estádio Sergio Matto, Canelones Árbitros: Pinto, Menezes |

#### Final
| 29 de junho de 2014 20:00 | Argentina  | 30–19   | Brasil    | Estádio Sergio Matto, Canelones Público: 1,250 Árbitros: Gubica, Milošević |
| 29 de junho de 2014 20:00 | Simonet 11 | (15–12) | Pacheco 6 | Estádio Sergio Matto, Canelones Público: 1,250 Árbitros: Gubica, Milošević |
| 29 de junho de 2014 20:00 | 2× 3×      | Report  | 3×        | Estádio Sergio Matto, Canelones Público: 1,250 Árbitros: Gubica, Milošević |

### de 5º ao 8º lugar
|  | Semi finais    | Semi finais |    |             | Decisão 5º lugar | Decisão 5º lugar |  |
|  |                |             |    |             |                  |                  |  |
|  | 28 de junho    |             |    |             |                  |                  |  |
|  | Estados Unidos | 41          |    |             |                  |                  |  |
|  | México         | 28          |    |             |                  |                  |  |
|  |                |             |    |             |                  |                  |  |
|  |                |             |    |             | 29 de junho      |                  |  |
|  |                |             |    |             | Estados Unidos   | 32               |  |
|  |                | Groelândia  | 43 |             |                  |                  |  |
|  |                |             |    |             |                  |                  |  |
|  |                |             |    |             |                  |                  |  |
|  |                |             |    |             | Decisão 7º lugar |                  |  |
|  | 28 de junho    | 28 de junho |    | 29 de junho | 29 de junho      |                  |  |
|  | Groelândia     | 44          |    | México      | 37               |                  |  |
|  | Guatemala      | 22          |    |             | Guatemala        | 16               |  |

#### Semi finais do 5º ao 8º lugar
| 28 de junho de 2014 16:00 | Groelândia       | 44–22   | Guatemala | Estádio Sergio Matto, Canelones Público: 150 Árbitros: Marina, Minore |
| 28 de junho de 2014 16:00 | Ak. Kreutzmann 9 | (25–12) | Stolz 7   | Estádio Sergio Matto, Canelones Público: 150 Árbitros: Marina, Minore |
| 28 de junho de 2014 16:00 | 1×               | Report  | 2×        | Estádio Sergio Matto, Canelones Público: 150 Árbitros: Marina, Minore |

| 28 de junho de 2014 20:00 | Estados Unidos | 41–28   | México           | Estádio Sergio Matto, Canelones Público: 150 Árbitros: Pinto, Menezes |
| 28 de junho de 2014 20:00 | Elzoghby 9     | (20–12) | Ab. Villalobos 9 | Estádio Sergio Matto, Canelones Público: 150 Árbitros: Pinto, Menezes |
| 28 de junho de 2014 20:00 | 6× 2×          | Report  | 2×               | Estádio Sergio Matto, Canelones Público: 150 Árbitros: Pinto, Menezes |

#### Decisão do 7º lugar
| 29 de junho de 2014 14:00 | México                    | 37–16  | Guatemala | Estádio Sergio Matto, Canelones Público: 100 Árbitros: Posch, Jorgensen |
| 29 de junho de 2014 14:00 | Aguirre, Ab. Villalobos 6 | (15–9) | Stolz 4   | Estádio Sergio Matto, Canelones Público: 100 Árbitros: Posch, Jorgensen |
| 29 de junho de 2014 14:00 | 3× 1×                     | Report | 4×        | Estádio Sergio Matto, Canelones Público: 100 Árbitros: Posch, Jorgensen |

#### Decisão do 5º lugar
| 29 de junho de 2014 16:00 | Groelândia        | 43–32   | Estados Unidos | Estádio Sergio Matto, Canelones Árbitros: Pérez, Guzmán |
| 29 de junho de 2014 16:00 | An. Kreutzmann 11 | (25–14) | Axelsson 12    | Estádio Sergio Matto, Canelones Árbitros: Pérez, Guzmán |
| 29 de junho de 2014 16:00 | 4× 3×             | Report  | 2×             | Estádio Sergio Matto, Canelones Árbitros: Pérez, Guzmán |

## Ranking e premiações

### Ranking final
|   | Argentina      |
|   | Brasil         |
|   | Chile          |
| 4 | Uruguai        |
| 5 | Groelândia     |
| 6 | Estados Unidos |
| 7 | México         |
| 8 | Guatemala      |

|  | Equipes qualificadas para o Mundial de 2015 |

### All-Star Time
- Goleiro:  Maik Santos
- Ala direito:  Federico Pizarro
- Armador direito:  Rodrigo Salinas
- Armador central:  Diego Esteban Simonet
- Armador esquerdo:  Akutaneek Kreutzmann
- Ala esquerdo:  Alejandro Velazco
- Pivô:  Marco Oneto